# Gelijkenis van het mosterdzaad

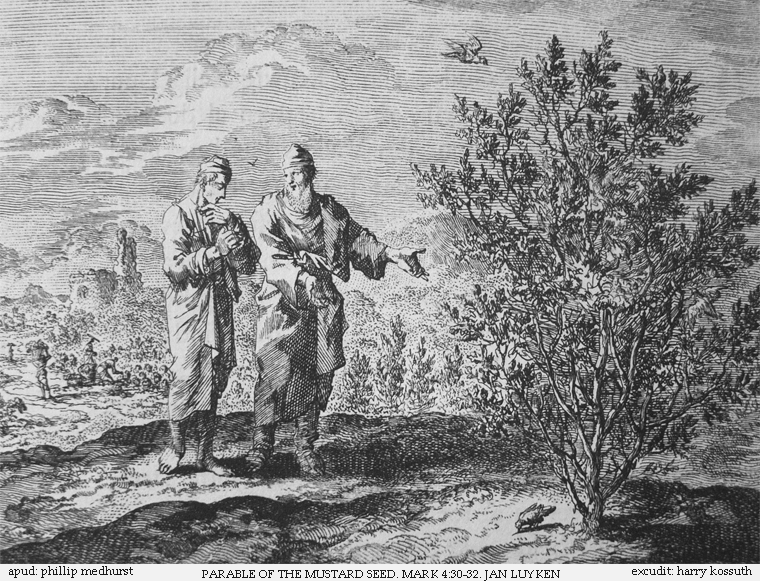
Prent uit 1712 van Jan Luyken: twee mannen beschouwen de opgeschoten mosterdstruik.

De gelijkenis van het mosterdzaad is een gelijkenis van Jezus die voorkomt in de drie synoptische evangeliën. De gelijkenis staat in Matteüs 13:31–32, Marcus 4:30–32 en Lucas 13:18–19. Ook het apocriefe Evangelie van Thomas vermeldt het mosterdzaad in logion 20.

## Verhaal
Jezus zei tegen zijn leerlingen dat het koninkrijk lijkt op het allerkleinste zaadje op aarde, een mosterdzaad. Eenmaal in de grond gezaaid schiet het op en wordt het groter dan de andere gewassen. Het krijgt grote takken, zodat de vogels in zijn schaduw kunnen nestelen.

## Interpretatie
De parabel maakt deel uit van een reeks die Jezus gebruikt om het koninkrijk van God te verklaren aan zijn leerlingen. Deze parabel wordt gezien als een aankondiging dat het koninkrijk van God zal groeien uit een minuscuul begin.

## Authenticiteit
Het verhaal, dat voorkomt in drie evangeliën, is meervoudig geattesteerd en voldoet door zijn eschatologie ook aan het criterium van coherentie. Daarmee behoort tot de weinige parabels die volgens de historisch-kritische methode teruggaan op de historische Jezus.

## Verlichting
In de periode van de Verlichting ontstond toenemende twijfel aan de onfeilbaarheid van de Bijbel. Hier droeg Jezus' uitspraak dat het zaadje van de mosterdplant het kleinste plantenzaad was en de plant zelf de grootste plant in belangrijke mate bij, want er werden kleinere zaadjes en grotere planten ontdekt. Omdat duidelijk werd dat in de Bijbel aantoonbaar onjuiste uitspraken staan, ontstond ook twijfel over andere zaken, zoals of de wonderen van Jezus en andere bovennatuurlijke verschijnselen die in de Bijbel worden beschreven wel echt waren gebeurd.

## Voetnoten
1. ↑  Meiers 2016, p. 239-240